# Лемешев, Константин Иванович
Константин Иванович Лемешев (Лемешов) (7 апреля 1907, Санкт-Петербург, Российская империя — 21 сентября 1950, Ленинград, СССР) — советский футболист, полузащитник и тренер. Заслуженный мастер спорта СССР (1944).
Старший брат Владимира Лемешева.

## Биография
Начал играть в 1922 году в Петрограде в клубной команде «Путиловского кружка».
В 1926—1932 — в составе команды «Красный путиловец», Ленинград, в 1933—1935 — в «Красной заре».
В 1936 играл в клубной команде «Локомотив» (Ленинград).
Как игрок характеризовался подвижностью и надежностью в игре. Выделялся грамотной позиционной игрой.
Окончил ГЦОЛИФК, работал инструктором физкультуры и преподавателем в вузах, член КПСС.
С 1938 (с июля) по 1940 год — главный тренер ленинградской «Красной зари/Электрика», в 1941 (по июль), 1944—1945 и 1948—1950 возглавлял ленинградский «Зенит».
В 1946 году работал с командой «Пищевик» (Ленинград).
Как тренер отмечался требовательностью к футболистам, одновременно будучи уважительным по отношению к ним. Никогда не перекладывал на игроков вину за неудачи команды. Все возглавляемые Лемешевым команды отличались боевитостью и высокой дисциплиной.
Летом 1950 года врачи потребовали, чтобы К. Лемешев прекратил тренерскую работу по состоянию здоровья, однако он продолжал руководить командой в домашних матчах. В выездных матчах «Зенитом» руководство осуществлял его помощник Георгий Ласин. Во время домашнего матча 17 сентября со сталинским «Шахтёром» Лемешеву стало плохо, его прямо со стадиона увезли в больницу, а несколько дней спустя он скончался.

## Память
6 апреля 2012 года, в честь 105-летней годовщины со дня рождения тренера, на стене у 1-го сектора стадиона «Петровский» в Санкт-Петербурге была установлена мемориальная доска.

## Достижения
В качестве игрока
- Чемпион Ленинграда 1934, 1936
- Играл за сборную Ленинграда[7]

В качестве тренера
- Обладатель Кубка СССР 1944